# Rainer Kippe
Rainer Kippe (* 1944 in Altenburg, Thüringen) ist ein deutscher Aktivist, Diplom-Sozialarbeiter und Mitgründer der Sozialistischen Selbsthilfe Mülheim (SSM) in Köln.

## Aktivitäten in der Sozialistischen Selbsthilfe Köln
Rainer Kippe studierte in den 1960er Jahren Jura in West-Berlin und absolvierte das erste Staatsexamen. Gemeinsam mit Lothar Gothe zählte er 1969 zu den Mitgründern des Vereins „Sozialpädagogische Sondermaßnahmen Köln“, der sich 1974 in „Sozialistische Selbsthilfe Köln (SSK)“ umbenannte. Kippe engagierte sich im SSK gegen Missstände in Fürsorgeheimen und der Psychiatrie und gegen Wohnungsnot. Dies führte dazu, dass er wiederholt vor Gericht stand.

## Engagement in der Sozialistischen Selbsthilfe Mülheim
1979 besetzte Kippe mit Weggefährten eine ehemalige Schnapsbrennerei im Kölner Stadtteil Mülheim. Er half, die Sozialistische Selbsthilfe Mülheim (SSM) aufzubauen, die bis 1986 Teil des SSK war. In dem bis heute bestehenden Kollektiv leben etwa 20 Menschen in Selbstverwaltung. 2006 beteiligte er sich in Köln an der Besetzung von Wohngebäuden im „Barmer Viertel“ nahe dem Bahnhof Deutz, die einem Neubauprojekt weichen sollten. Als SSM-Mitglied engagierte er sich 2007 für den Aufbau eines Arbeitsprojektes für obdachlose Jugendliche („Working Punx“). Zusammen mit dem SSM beteiligt er sich an der Diskussion um die städtebauliche Neugestaltung Mülheims. 2019 gehörte er zu einer Gruppe, die leerstehende Häuser im Kölner Stadtteil Ossendorf besetzte. Kippe musste sich daraufhin wegen Hausfriedensbruch vor Gericht verantworten. Anfang 2021 forderte er die Staatsanwaltschaft auf, gegen Beamte der Stadt Köln zu ermitteln. Kippe warf den Beamten vor, ihren Verpflichtungen im Umgang mit Obdachlosen nicht nachzukommen. „Ich empfinde unsere Gesellschaft als ungerecht, ausbeuterisch und verächtlich im Umgang mit den Menschen, den Tieren und der Natur“, erklärte er 2009 in einem Interview.

## Schriften
- Lothar Gothe/Rainer Kippe: Ausschuss. Protokolle und Berichte aus der Arbeit mit entflohenen Fürsorgezöglingen. Kiepenheuer & Witsch, Köln und Berlin, 1970
- Lothar Gothe/Rainer Kippe: Aufbruch. 5 Jahre Kampf des SSK: Von der Projektgruppe für geflohene Fürsorgezöglinge über die Jugendhilfe zur Selbsthilfe verelendeter junger Arbeiter. Kiepenheuer /& Witsch, Köln 1978 (3. Auflage)
- Ranne Michels/Rainer Kippe: Guter Hoffnung: wie wir die Angst vorm Kinderkriegen überwanden. Kiepenheuer & Witsch, Köln und Berlin, 1980 (2. Auflage: Fischer Taschenbuch, Frankfurt am Main 1982)
- Klaus Jünschke/Rainer Kippe/Martin Stankowski: RatSchläge. Gegen Wohnungsnot und Stadtzerstörung in Köln. Verlag Weissmann, Köln, 2020